# Marlis Tepe

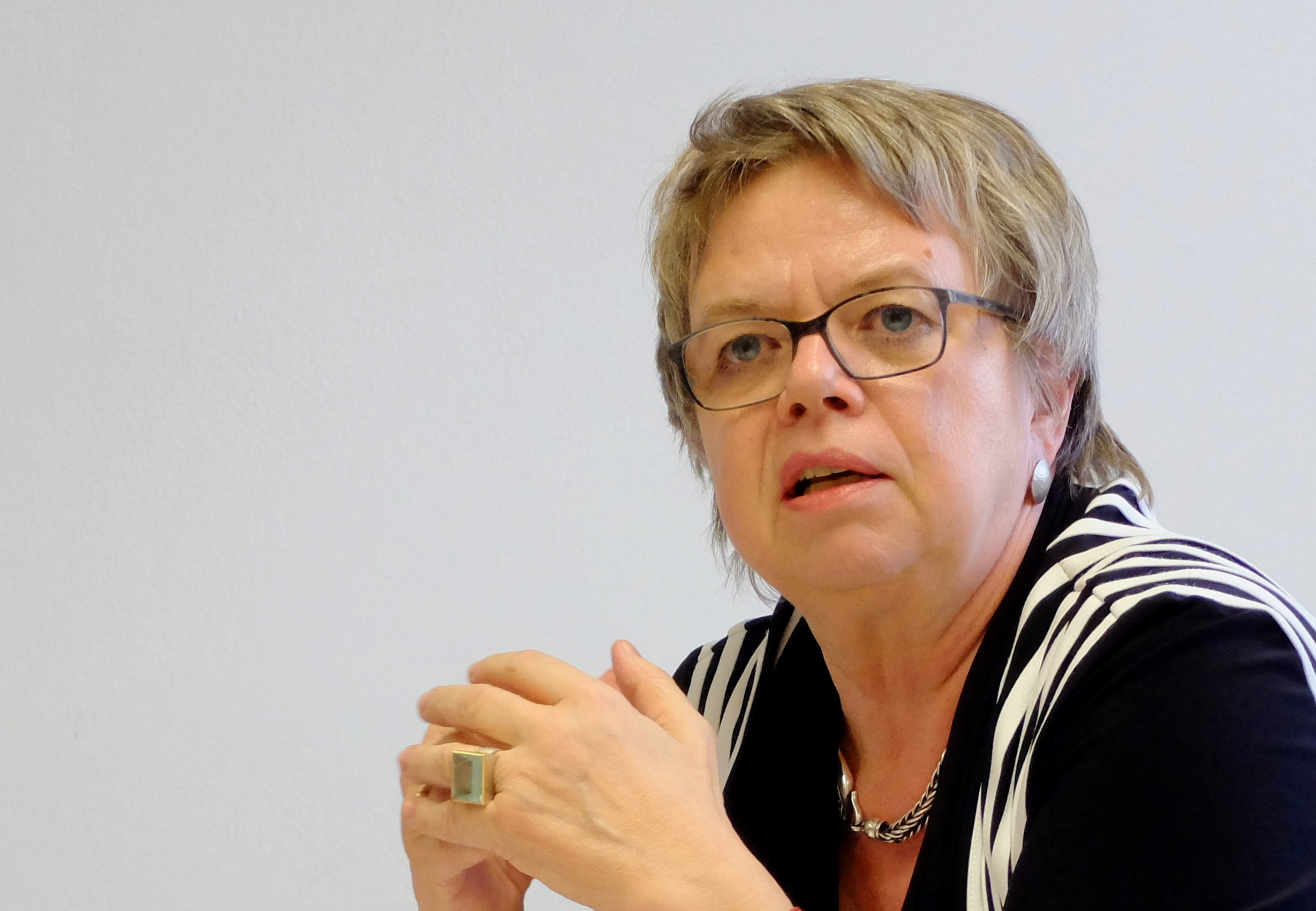
Marlis Tepe auf dem Soziologenkongress 2016 in Bamberg, zum Thema „Soziologie und Schule“

Marlis Tepe (* 1. April 1954 in Bad Segeberg) war vom 13. Juni 2013 bis zum Juni 2021 Bundesvorsitzende der Gewerkschaft Erziehung und Wissenschaft.
Marlis Tepe ist ausgebildete Volks- und Realschullehrerin und unterrichtete von 1979 bis Juni 2013 in Schleswig-Holstein.
Seit 1983 vertrat Tepe die GEW Schleswig-Holstein im Bundesfrauenausschuss (BFA) und war zu Beginn der 1990er-Jahre auch im BFA-Vorstandsteam. In dieser Funktion gehörte Tepe dem Hauptvorstand an. Im selben Zeitraum war Tepe im Bundesfrauenausschuss des Deutschen Gewerkschaftsbundes tätig.
Seit 1995 bis zu ihrer Wahl zur Bundesvorsitzenden war Tepe im Geschäftsführenden Vorstand der GEW Schleswig-Holstein aktiv. Ihre Arbeitsfelder umfassten die Bereiche Mitglieder und Werbung, Lehrerbildung, Grundschul-, Frauen- und Seniorenpolitik.
Seit 1999 war Tepe im Hauptpersonalrat der Lehrkräfte tätig und seit 2006 dessen Vorsitzende. In der Arbeitsgemeinschaft aller Hauptpersonalräte, die Tepe seit September 2012 leitete, vertrat sie alle Beschäftigten des Öffentlichen Dienstes gegenüber der Landesregierung. Im Juni 2021 wurde Maike Finnern als Nachfolgerin von Tepe zur Bundesvorsitzenden der GEW gewählt.
Marlis Tepe ist geschieden und lebt mit ihrem Lebenspartner in Hüttblek, Kreis Segeberg.